# Кастело (Верона)
Кастело (итал. Castello) је насеље у Италији у округу Верона, региону Венето.
Према процени из 2011. у насељу је живело 349 становника. Насеље се налази на надморској висини од 344 м.